# Autódromo Chiapas
O Autódromo Chiapas (também chamado de Super Ovalo Chiapas) é um autódromo localizado na cidade de Berriozábal, no estado de Chiapas no México, foi inaugurado em 2008 em uma corrida da NASCAR Mexico Series.
O circuito possui traçados que combinam circuito oval em formato de D com 1.2 km (3/4 de milha) de comprimento com misto de 2,5 km, tem capacidade para 17 mil espectadores.